# Maladie hémorragique du lapin
À ne pas confondre avec la fièvre hémorragique virale chez l'homme.
 (juin 2016).
Si vous disposez d'ouvrages ou d'articles de référence ou si vous connaissez des sites web de qualité traitant du thème abordé ici, merci de compléter l'article en donnant les références utiles à sa vérifiabilité et en les liant à la section « Notes et références ».

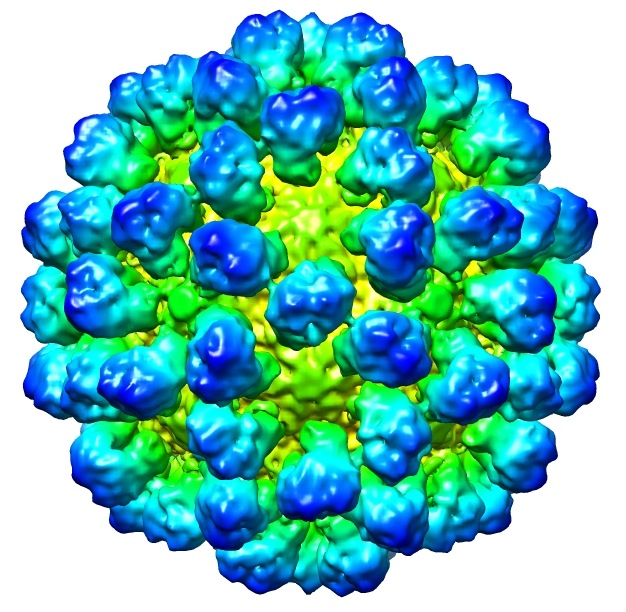
Reconstitution de la capside du Rabbit Hemorrhagic Disease Virus (RHDV)

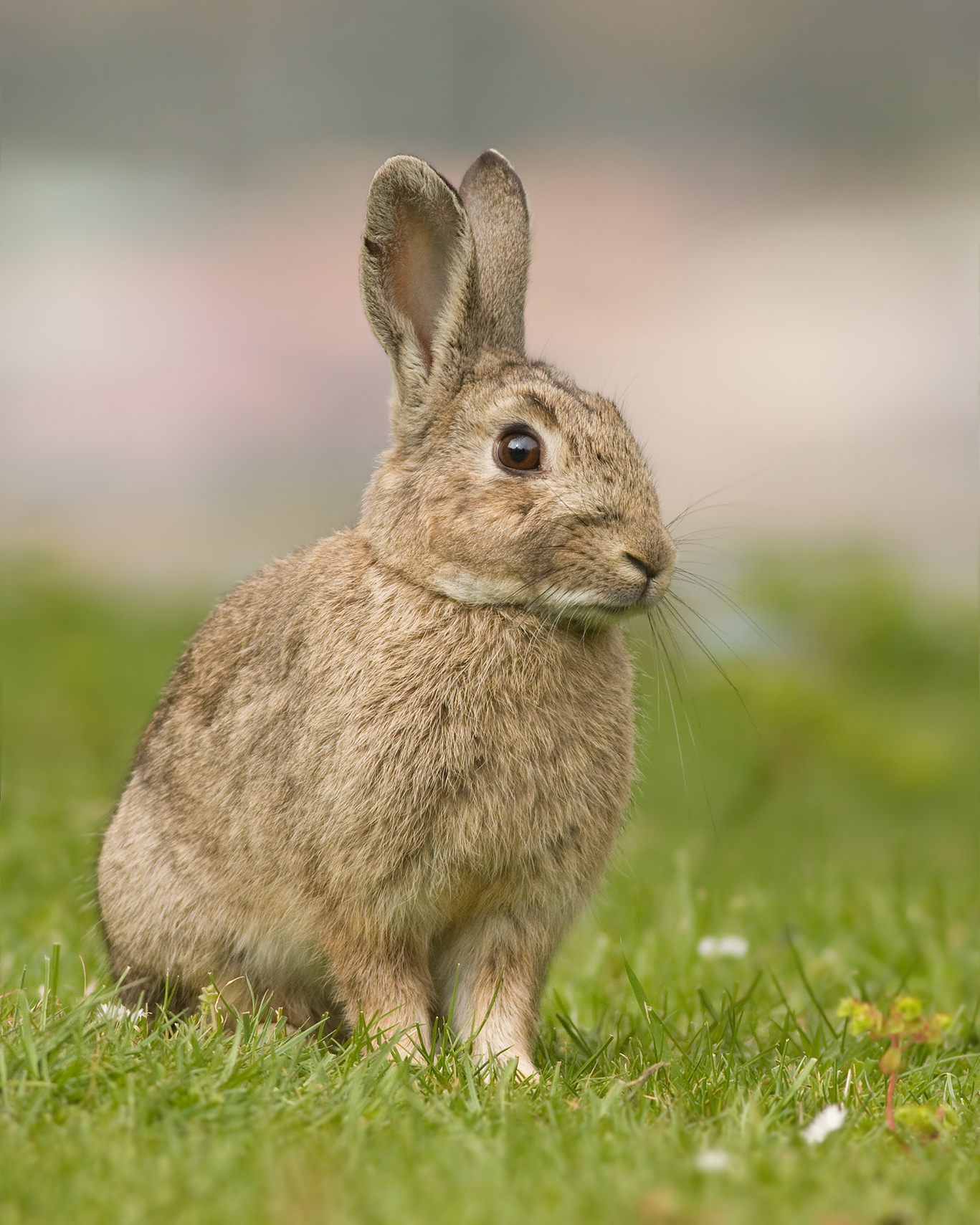
Le lapin européen Oryctolagus cuniculus est l'espèce touchée par la maladie hémorragique virale.

La maladie hémorragique virale du lapin, provoquée par un virus de la famille des Caliciviridés, et du genre Lagovirus, est une maladie hautement contagieuse des lapins. Elle entraîne une atteinte hémorragique pulmonaire et trachéale, causant des épistaxis, d'où son nom.

## Historique
Elle a été découverte pour la première fois en Chine en 1984. Elle touche la Corée en 1985 puis arrive en Europe en 1986 avec 2 foyers en Italie et en Europe de l'est. Par la suite, elle se dissémine sur une grande partie du continent et entraîne de grosses pertes chez les lapins domestiques comme chez les sauvages. Des cas ont été signalés en Afrique puis l'Australie (1995) et la Nouvelle-Zélande (1997) sont touchées par le virus.
En 2017 le gouvernement australien a décidé de répandre ce virus sur son territoire pour se débarrasser du lapin de Garenne, espèce qui ravage la biodiversité du pays. En l'espace de 2 mois, 42 % de la population de lapins de Garenne recensée dans l'État de la Nouvelle-Galles du Sud a été éliminée.

## Épidémiologie
Les modes de contamination sont les voies orale ou respiratoire : entre lapins, par l'alimentation, les sécrétions, les excréments, l’urine et les insectes.
La maladie touche préférentiellement les animaux jeunes approchant de l'âge adulte, épargnant généralement les animaux de moins de 2 mois encore protégés par les anticorps maternels.

## Pathogénie
Le virus a un tropisme pour les cellules épithéliales du poumon, du foie, des intestins et pour les cellules lymphoïdes de la rate.

## Lésions et signes cliniques
Les principales lésions macroscopiques sont un œdème du poumon, une hépatite nécrosante aigüe, ainsi que des hémorragies séreuses.
La période d'incubation dure généralement de 48 à 72 heures, avec peu de signes cliniques spécifiques : anorexie, difficultés respiratoires, saignements de nez, opisthotonos. Elle se traduit par un syndrome hémorragique généralisé et une CIVD, la mort survenant brutalement à la suite d'une thrombose des vaisseaux principaux et une atteinte sévère du foie et des poumons.
Un virus très voisin touche les populations de lièvres sauvages, sans transmission ni immunisation croisée. Plusieurs espèces dont le chien et le loup ont présenté expérimentalement une excrétion de virus dans les selles sans expression de signes cliniques pouvant constituer des porteurs sains.

## Traitement
Il n'existe pas de traitement efficace[réf. nécessaire], une vaccination semestrielle est généralement proposée, souvent pratiquée conjointement à la vaccination contre la myxomatose et la gastro entérite infectieuse.
En ce qui concerne les élevages, les conseils sont de :
- les protéger des insectes,
- éviter le contact avec les chiens ou autres animaux,
- surveiller la qualité du fourrage,
- éviter les échanges de reproducteurs.